# Acacia olsenii
Acacia olsenii é uma espécie de leguminosa do gênero Acacia, pertencente à família Fabaceae.